# Castle Balfour

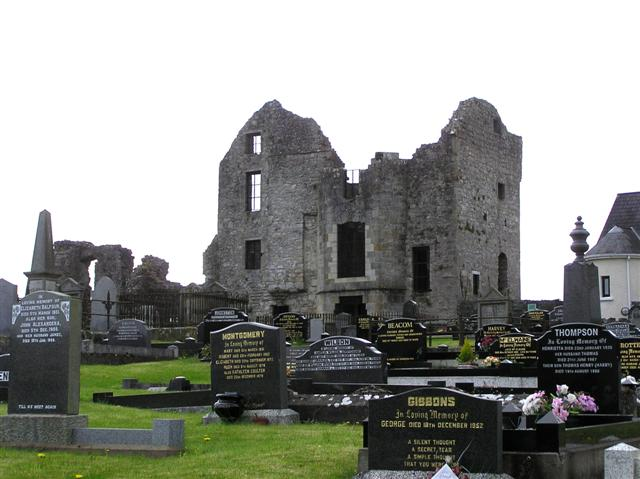
Castle Balfour, Lisnaskea

Castle Balfour ist eine Burgruine im Dorf Lisnaskea im nordirischen County Fermanagh. Sie steht am Rande des Friedhofes, unmittelbar westlich der Hauptstraße. Die Burg ist ein State Care Historic Monument und liegt im Townland von Castle Balfour Demesne im District Fermanagh and Omagh.

## Geschichte
Castle-skeagh wurde Lord Michael Balfour von König Jakob I. von England zu Lehen gegeben und dann erneut an Lord James Balfour aus Fife in Schottland im Jahre 1620 im Rahmen der Kolonisierung der Provinz Ulster. 1618/1619 berichtete Captain Nicholas Pynnar, dass Balfour seinen Bau in Castle-skeagh begonnen hätte. Das Dorf Lisnaskea entwickelte sich um die Burg. Im Jahre 1652 wurde Castle Balfour umgebaut und 1689 beschädigt. Der letzte Besitzer und Bewohner der Burg war James Haire (1737–1833), der sie von Earl Erne pachtete. James Haire und seine Familie verließen die Burg nach einem gelegten Brand 1803. Die Mutter des Pächters, Mrs Phoebe Haire, starb bei dem Brand. Man nimmt an, dass der Brandstifter ein Mitglied des Maguire-Clans war. In den 1960er-Jahren wurden umfangreiche Sicherungs- und Restaurierungsmaßnahmen unternommen und Ende der 1990er-Jahre wurden weitere Arbeiten zur Erhaltung der Ruine durchgeführt.
Beweise für ein früheres Rath legen den Schluss nahe, dass die Gegend schon sehr früh besiedelt wurde. In der Castle Balfour Demesne wurden Spuren eines Grabens zwischen zwei Wällen entdeckt, nachdem die Grabungen auf 2 Meter Tiefe fortgeschritten waren. Versuche, einen äußeren Graben eines Raths mit doppeltem Graben zu finden, endeten mit dem Ergebnis: „keine deutlichen, scharfen Kanten“, im Gegensatz zum steil abfallenden inneren Graben. Man fand Radiokarbon-Daten aus 359–428 n. Chr. am Rath von Castle Balfour.

## Konstruktion
1618/1619 berichtete Captain Nicholas Pynnar, dass Balfour “die Fundamente für ein Bawn (Kurtine) aus Kalk und Stein, 21 Meter × 21 Meter groß gelegt habe, von wo aus zwei Seiten auf 5 Meter Höhe aufgeführt seien. Es gebe auch eine gleich lange Burg, wovon der eine Hälfte zweistöckig errichtet worden sei und die noch auf dreieinhalb Stockwerke wachsen solle.” Castle Balfour war ein langes, rechteckiges, dreistöckiges Gebäude, das in Nord-Süd-Richtung ausgerichtet war; der Hauptblock hatte eine Grundfläche von 26 Metern × 8 Metern. Es hatte östlich und westlich je einen rechteckigen Flügel angebaut, ebenso wie später einen rechteckigen Block an der Nordseite. Die Burg ist im Stil der schottischen Burgen erbaut und man denkt, dass sie das Werk von Bauleuten aus dem schottischen Niederland ist. Die heute noch erhaltene Burgruine hat einen T-förmigen Grundriss und einen Eingang mit Schießscharten. Die Burg hat gewölbte Räume und eine Küche mit Kochstelle und Ofen im Erdgeschoss, Hauptwohnräumen im 1. Obergeschoss und Tourellen auf Konsolen mit Schießscharten.